# Пуналеј
Пуналеј је ненасељено острвце у саставу атола Нукунону у оквиру острвске територије Токелау у јужном делу Тихог океана. Налази се у југоисточном делу атола, између острваца На Таулага и Моту Фала. Прекривено је тропским растињем.